# Kōji Matsuura
Kōji Matsuura (japanisch 松浦 宏治 Matsuura Kōji; * 5. Mai 1980 in der Präfektur Hyōgo) ist ein ehemaliger japanischer Fußballspieler.

## Karriere
Matsuura erlernte das Fußballspielen in der Schulmannschaft der Mihara High School und der Universitätsmannschaft der Hannan-Universität. Seinen ersten Vertrag unterschrieb er 2003 bei den Sanfrecce Hiroshima. Der Verein spielte in der zweithöchsten Liga des Landes, der J2 League. 2003 wurde er mit dem Verein Vizemeister der J2 League und stieg in die J1 League auf. Für den Verein absolvierte er fünf Ligaspiele. 2005 wechselte er zum Zweitligisten Vegalta Sendai. Für den Verein absolvierte er 13 Ligaspiele. 2006 wechselte er zum Ligakonkurrenten Tokyo Verdy. Für den Verein absolvierte er zwei Ligaspiele. Im Oktober 2006 wechselte er zu Fagiano Okayama. 2007 wechselte er zum Zweitligisten Thespa Kusatsu. Für den Verein absolvierte er 40 Ligaspiele. Ende 2007 beendete er seine Karriere als Fußballspieler.